# Melalophacharops papilionis
Melalophacharops papilionis är en stekelart som först beskrevs av William Harris Ashmead 1905.  Melalophacharops papilionis ingår i släktet Melalophacharops och familjen brokparasitsteklar. Inga underarter finns listade i Catalogue of Life.